# 胡毅
胡毅（1904年—1994年），别号彦仁，男，湖南长沙人，中华人民共和国教育心理学家，河北大学外语系教授、原副校长，曾任河北省人大常委会副主任，河北省政协副主席，第三届全国人大代表，第五、六届全国政协委员。